# Gurthrö Steenkamp
Pour les articles homonymes, voir Steenkamp.

a Compétitions nationales et continentales officielles uniquement.

b Matchs officiels uniquement.
Dernière mise à jour le 26 novembre 2017.
Gurthrö Garth Steenkamp, né le 12 juin 1981 à Paarl (Afrique du Sud), est un joueur de rugby à XV sud-africain qui joue avec l'équipe d'Afrique du Sud. Il évolue au poste de pilier (1,89 m et 120 kg).
Il évolue dans le Super 14 (anciennement Super 12) sous les couleurs des Cats puis des Bulls de 2005 et en Currie Cup, sous les couleurs des Free State Cheetahs puis des Blue Bulls. En 2007, il a remporté le Super 14 avec les Bulls. Il termine sa carrière en France, au Stade toulousain de 2011 à 2017, puis au Stade français Paris.
Il fait partie de l'équipe d'Afrique du Sud qui a remporté la Coupe du monde de rugby 2007 en France. Barré à son poste par Os du Randt, il n'a joué que deux matchs dans ce tournoi dont un seul comme titulaire contre les Tonga.  Il est élu meilleur springbok de l'année 2010. Il devient ensuite le pilier gauche titulaire des Springboks et joue à ce poste pendant la coupe du monde 2011.

## Carrière

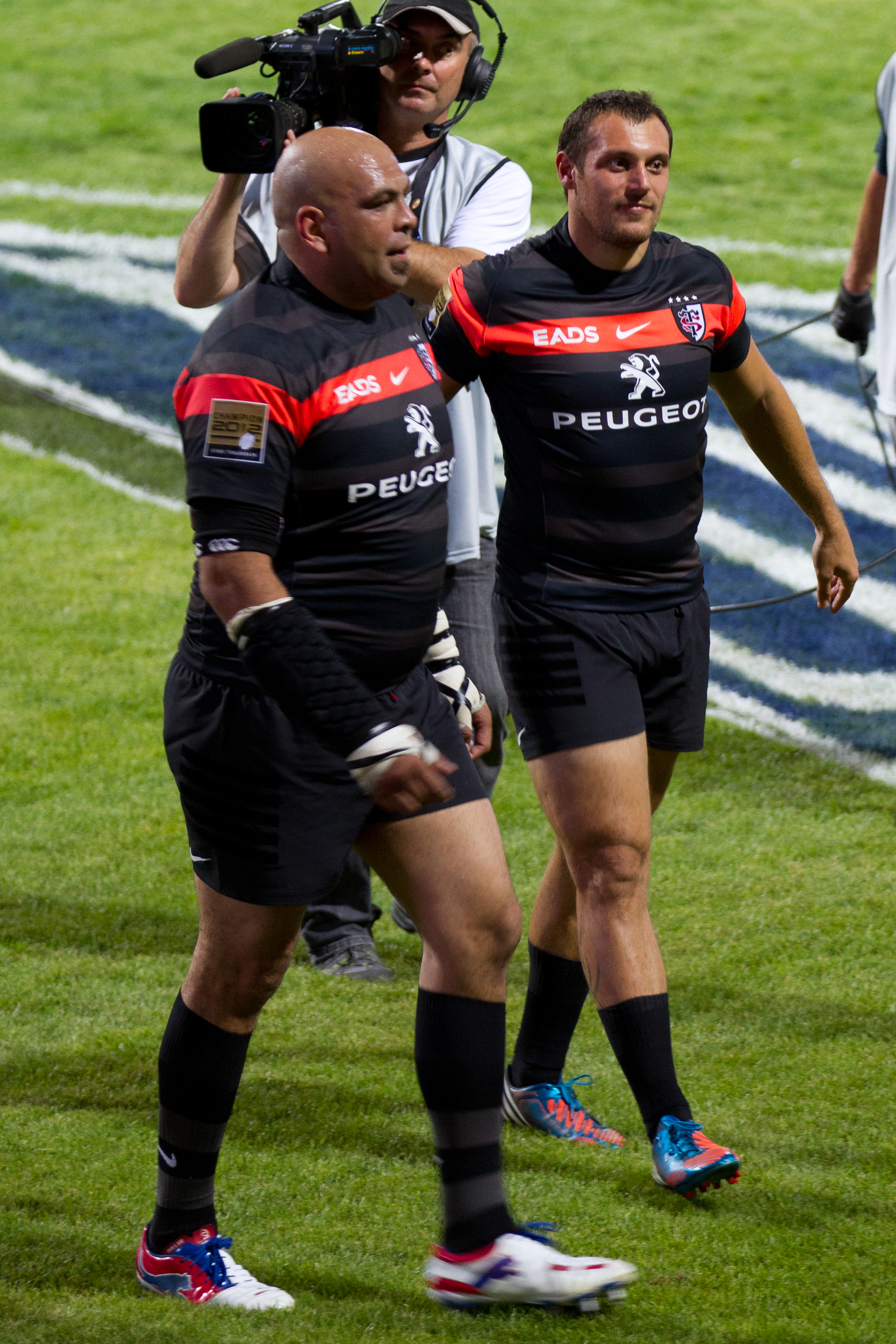
Gurthrö Steenkamp, au côté de Lionel Beauxis, sous le maillot du Stade toulousain en 2012.

### En province
- 2008-2010 : Blue Bulls (Currie Cup)  Afrique du Sud

### En franchise
- 2003-2004 : Cats (Super 12)  Afrique du Sud
- 2005-2011 : Bulls (Super 14 puis Super Rugby)  Afrique du Sud

### En club
- 2011-2017 : Stade toulousain (Top 14)  France
- 2017 : Stade français Paris (Top 14)  France

Le 21 août 2017, le Stade français Paris officialise sa venue en tant que joker médical de Heinke van der Merwe.

### En équipe nationale
Il a effectué son premier test match avec les Springboks le 27 novembre 2004 à l’occasion d’un match contre l'équipe d'Écosse.

### Reconversion
Après sa carrière de joueur, il reste en France. Il obtient un diplôme de la Toulouse Business School et crée sa  propre société Steenkamp Sport pour proposer des formations à des premières lignes professionnels ou amateurs. Il prépare un diplôme d'entraîneur au CREPS de Toulouse et ambitionne alors de manager une équipe de Pro D2 ou de Top 14.
En 2018-2019, il entraîne l'équipe cadets du Colomiers rugby. À partir de 2019, il fait partie de l'encadrement de l'équipe professionnelle en tant qu'intervenant pour le secteur de la mêlée.
En 2020-2021, il intervient mensuellement au sein de l'Olympique marcquois rugby, club nordiste promu en Fédérale 1, en tant que coach de la mêlée.
En 2021, il rejoint le Stade rochelais. Il est nommé entraîneur de la mêlée de l'équipe professionnelle et entraîneur des avants des espoirs.

## Palmarès

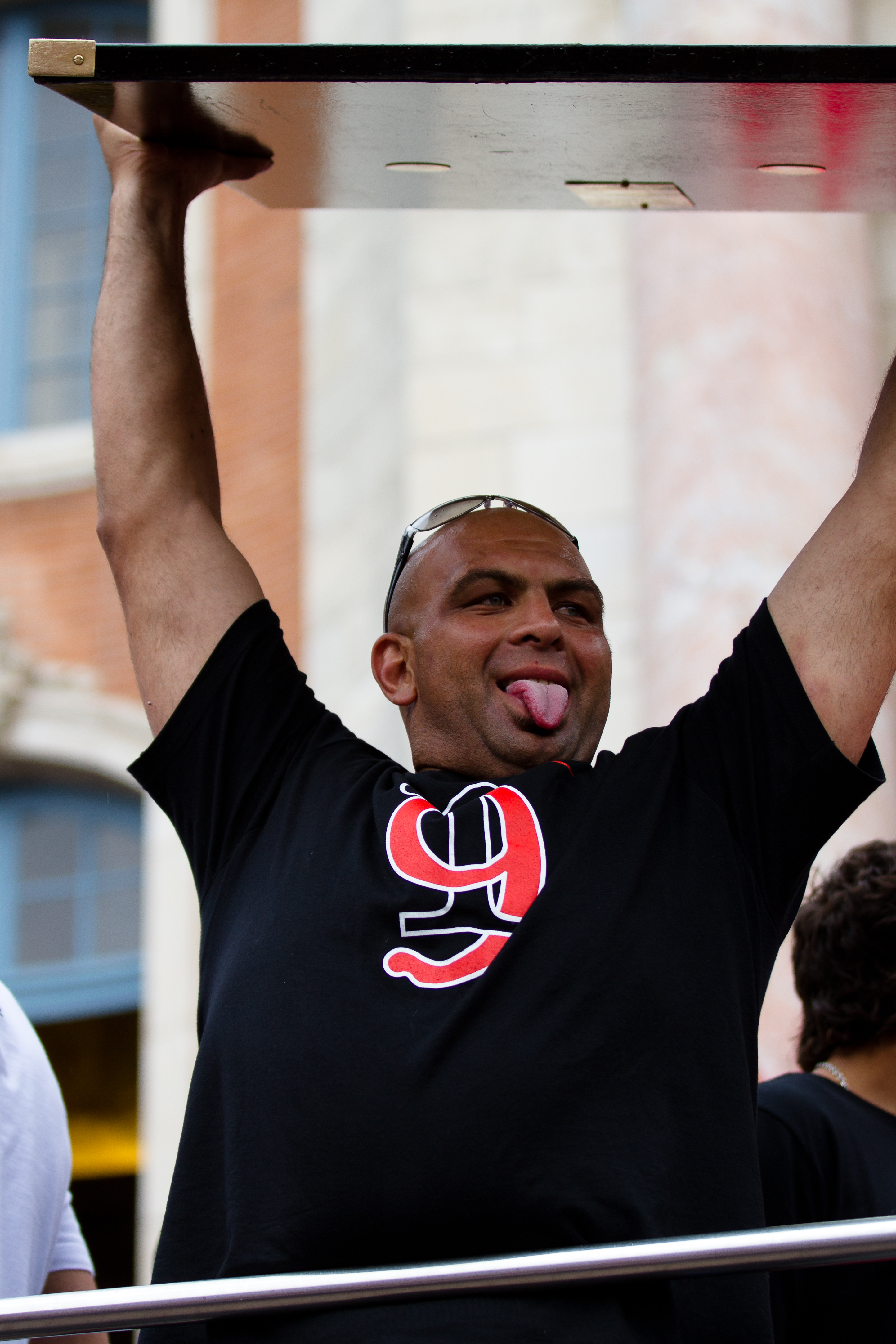
Gurthrö Steenkamp soulève le Bouclier de Brennus place du Capitole à Toulouse en 2012.

### En province
- Currie Cup : 2009

### En Franchise
- Super Rugby : 2007, 2009, 2010

### En club
- Top 14: 2012

### En équipe nationale
- 53 sélections en équipe d'Afrique du Sud depuis 2004
- 6 essais (30 points)
- Sélections par saison : 2 en 2004, 6 en 2005, 5 en 2007, 7 en 2008, 2 en 2009, 9 en 2010, 7 en 2011, 2 en 2012, 9 en 2013, 4 en 2014.

En coupe du monde :
- Champion du monde 2007 : 2 sélections (Tonga, Fidji)
- 2011 : 5 sélections (Pays de Galles, Fidji, Namibie, Samoa, Australie)

Gurthro Steenkamp est réputé pour sa puissance en mêlée fermée et pour son activité dans le jeu courant, ce qui fait de lui l'un des meilleurs piliers gauches du monde.